# Erlestoke
Erlestoke – wieś w Anglii, w hrabstwie Wiltshire. Leży 30 km na północny zachód od miasta Salisbury i 137 km na zachód od Londynu. W 2001 miejscowość liczyła 522 mieszkańców.